# Chính phủ đế quốc

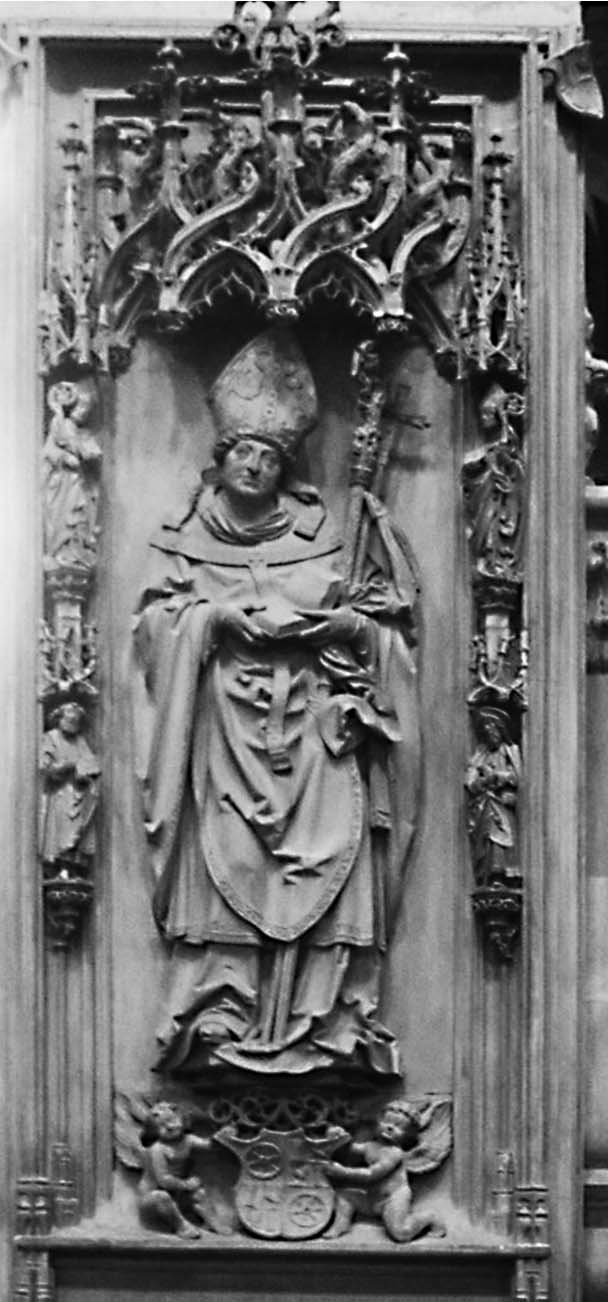
Tuyển đế hầu Berthold von Henneberg, Giám mục vương quyền xứ Mainz, người đã đề nghị lập ra Chính phủ đế chế đầu tiên

Chính phủ đế quốc (tiếng Đức: Reichsregiment; tiếng Anh: Imperial Government) là thuật ngữ dùng để chỉ 2 cơ quan, được thành lập vào năm 1500 và 1521, trong Đế chế La Mã Thần thánh nhằm tạo điều kiện cho một sự lãnh đạo chính trị thống nhất, với sự tham gia của các Thân vương. Cả 2 cơ quan đều bao gồm hoàng đế hoặc đại diện của ông ta và 20 - sau này là 22 - đại diện của các Nhà nước trong đế chế và Thành bang Đế chế Nuremberg là trụ sở của chính phủ. Cả hai nỗ lực đều thất bại sau một thời gian ngắn do sự phản kháng của Hoàng đế và lợi ích khác nhau của các Thân vương.

## Chính phủ đế quốc đầu tiên
Chính phủ đế quốc đầu tiên là sáng kiến của Tuyển đế hầu Berthold von Henneberg xứ Mainz và Nghị viện Worms (1495). Để đổi lấy việc cấp thuế Gemeiner Pfennig và hỗ trợ trong cuộc chiến chống Pháp, ông yêu cầu Hoàng đế Maximilian I thành lập một chính phủ thường trực, với sự đại diện của các Thân vương đế chế. Hoàng đế sẽ là chủ tịch danh dự của ủy ban phụ trách Kho bạc, chiến tranh và chính sách đối ngoại.
Nếu hoàng đế chấp nhận điều này thì có nghĩa là quyền lực của ông bị cắt giảm đáng kể nên Maximilian I đã từ chối. Tuy nhiên, trước áp lực do tình hình tài chính bấp bênh, ông đã đồng ý thực hiện những cải cách khác nhằm mở đường cho chính quyền đế quốc. Chỉ tại Nghị viện Augsburg năm 1500, khi các Thân vương cho phép Hoàng đế tổ chức lực lượng dân quân của đế quốc thì việc hình thành chính quyền đế quốc mới diễn ra. Một hội đồng gồm 20 đại diện của các Giám mục vương quyền và Thân vương thế tục của Đế quốc được thành lập và họ chọn Thành phố Đế chế Tự do Nuremberg làm trụ sở của mình. Tuy nhiên, Maximilian đã từ chối hợp tác với tổ chức này ngay từ đầu và giải thể nó vào năm 1502.

## Chính phủ đế quốc thứ hai
Người kế vị Maximilian là Karl V cũng phải đối mặt với yêu cầu của các Thân vương về việc thành lập Hội đồng Nhiếp chính. Như một điều kiện để được bầu làm Vua La Mã Đức, ông phải cho phép triệu tập lại hội đồng trong hiệp ước bầu cử của mình. Vì Karl V cũng là Vua của Tây Ban Nha và các vùng lãnh thổ khác trong và ngoài Đế quốc La Mã Thần thánh nên ông phải dành phần lớn thời gian bên ngoài nước Đức. Vào những lúc như vậy, em trai Ferdinand của ông phải thay ông làm chủ tịch chính phủ và lo các công việc của Đế chế.
Do đó, tại Nghị viện Worms năm 1521, nơi Martin Luther phải giải trình trước Hoàng đế, Chính phủ Đế quốc thứ hai đã được thành lập. Karl V tán thành nó, nhưng chỉ trao quyền quyết định cho nó khi ông vắng mặt ở Đế quốc. Mặt khác, nó chỉ có vai trò tư vấn thuần túy. Vì vậy, hiệu quả của chính phủ đế quốc thứ hai cũng bị thất vọng do thiếu sự hỗ trợ từ hoàng đế.